# Reflets (album de Shy'm)
Pour les articles homonymes, voir Reflets.
 (juin 2022).
Albums de Shy'm
Mes fantaisies
(2006) Prendre l'air
(2010)
Singles
1. La première fois
Sortie : 25 août 2008
2. Si tu savais
Sortie : 17 novembre 2008
3. Step Back (feat. Odessa Thornhill)
Sortie : 22 juillet 2009

Reflets est le deuxième album studio de la chanteuse française Shy'm, sorti le 29 septembre 2008 sous le label Warner Music France. Succédant à Mes fantaisies, cet album marque une évolution musicale avec des influences plus marquées de pop et d’électro, tout en conservant des sonorités R&B. Il est produit par K.Maro, collaborateur de longue date de l’artiste.
Il devait s'appeler à l'origine Nulle part ailleurs, mais Shy'm a préféré le titre Reflets[réf. nécessaire].

## Contexte et production
Après le succès de son premier album, certifié double disque d’or, Shy’m souhaite explorer de nouvelles sonorités tout en gardant une base R&B. Sous la direction de K.Maro, elle travaille sur un disque plus varié, mêlant pop, dance et électro, s’éloignant ainsi légèrement du R&B pur de ses débuts.
L’album aborde des thèmes plus matures, évoquant l’amour, les relations humaines et l’accomplissement personnel.

## Sortie et promotion
L’album est précédé par le single La première fois, dévoilé en juillet 2008. Ce titre, aux influences électro-pop, surprend par son changement de style mais rencontre un succès modéré.
D’autres singles suivent : Si tu savais (2008), qui devient le plus grand succès de l’album, atteignant le top 10 en France et Step Back (2009), un duo avec Odessa Thornhill, qui reçoit un accueil plus discret.
Malgré une promotion plus discrète que pour Mes fantaisies, l’album se vend à plus de 100 000 exemplaires en France et est certifié disque d’or.

## Réception critique et commerciale
L’album reçoit des critiques mitigées. Certains apprécient l’évolution musicale et la prise de risque de Shy’m, tandis que d’autres regrettent une direction artistique moins affirmée.
Commercialement, Reflets fonctionne bien, mais sans atteindre le succès de Mes fantaisies. Il confirme néanmoins Shy’m comme une artiste installée sur la scène française.

## Liste des titres
Toutes les chansons sont écrites et composées par Cyril Kamar, Louis Côté, sauf annotation complémentaire.
| 1.  | La Première Fois                  |                                        | 3:25 |
| 2.  | Step Back (feat Odessa Thornhill) |                                        | 3:22 |
| 3.  | Tout est dit                      |                                        | 3:15 |
| 4.  | Faut recommencer                  |                                        | 4:00 |
| 5.  | Garde tout                        |                                        | 4:06 |
| 6.  | Ma peur                           |                                        | 3:41 |
| 7.  | Si tu savais                      |                                        | 3:23 |
| 8.  | Je prends sur moi                 |                                        | 3:05 |
| 9.  | Nulle part ailleurs               |                                        | 3:46 |
| 10. | L'Unique                          | Cyril Kamar, Louis Côté, Tamara Marthe | 3:19 |
| 11. | Pas pour moi                      |                                        | 3:52 |
| 12. | A l'abri (feat K-Maro)            |                                        | 3:45 |
| 13. | On n'a pas tout notre temps       |                                        | 4:04 |
| 14. | La Première Fois (Remix)          |                                        | 4:03 |
| 15. | Donner (bonus track)              |                                        | 4:20 |

## Classement
| Classement (2008) | Meilleure position |
| ----------------- | ------------------ |
| France            | 4                  |
| Belgique          | 13                 |

## Certification
| Pays   | Certification | Ventes/streaming |
| ------ | ------------- | ---------------- |
| France | -             | 150 000          |